# 單性戀
單性戀（英語：Monosexuality），是按喜欢的性别数量分类性取向的方法之一，意指僅對某一生理性别的個體有性渴望，相似概念为无性恋、双性恋、多性恋、泛性恋等。
单性恋是一种不常见的分类方法，而一般更常见的性取向分类是指异性恋和同性恋，而异性恋和同性恋严格来讲都是单性恋，即只对单一的性别产生性冲动。
適合劃入本類別的人在人羣中所佔的比例取決於該詞如何使用。假如將其限定爲行為上「明顯的」單性性取向，那麼根據金賽廣受爭議的報告，67%的男性和87-90%的女性是單性戀者。如果將其限定爲描述情感上的反應，則單性戀者在男性中的比例還要進一步降低，只剩下58%。
此外，有些人認為金賽的數值過低了，按他們的說法，沒有人是顯式的單性戀者，只不過出於對雙性戀的恐懼有許多人對這一取向採取了否認或衣櫃化的態度。弗洛伊德以為，兒童天生就是多相變態的，「正常」的異性戀心理是通過父母或社會的誘導後天發展起來的。

## 二元性别中单性恋的分类
|              | 生理为男性 | 生理为女性 |
| 性取向为男性 | 男同性恋   | 女异性恋   |
| 性取向为女性 | 男异性恋   | 女同性恋   |

## 爭議
在那些習慣於使用行話的性少数者群体中，單性戀是個「刺耳」的名詞，從意識形態上它被看成是有意將雙性戀区别於其他性取向之上。出於同樣的原因，在雙性戀群體中也有人刻意回避它。1990年代早期在Usenet網的soc.bi和soc.motss社團之間爆發了一場長達數月的激烈網絡論戰，爭論的焦點圍繞著「這一術語是不是對同性戀者的迫害，抑或對一貫戒懼雙性戀的同性戀文化而言，它只是雙性戀者的正當回應。」
事实上金赛避免且不赞成以同性恋或异性恋等术语来形容个体。他主张性倾向是倾向随时间而改变的，且性行為包括物理性的接触，以及纯心理性的现象（欲望、性吸引力、幻想）。
这个报告亦指出，近46% 男性在成年阶段曾对两性皆有性反应，而37%至少有一次同性性经验。11.6%白人男性的成年阶段（20至35岁）被评级为3（异性恋与同性恋倾向相同）。研究亦报告10%受访美国男性「至少三年介乎16至55岁，或多或少是完全同性恋」（在评级5至6）。7%单性女性（介乎20至35岁）及4%曾婚的女性（介乎20至35岁）的这段时间被评级为3（异性恋与同性恋倾向相同）。2至6%介乎20至35岁的女性，或多或少是完全同性恋。1至3%介乎20至35岁的未婚女性是完全同性恋。